# Rawdon, England
Rawdon är en by och en civil parish i Leeds i West Yorkshire i England. Civil parishen inrättades den 15 oktober 2012. Byn nämndes i Domedagsboken (Domesday Book) år 1086, och kallades då Rodum/Roudun.